# 김창환 (음악가)
김창환(1963년 3월 18일 ~ )은 대한민국의 대중음악 작곡가이자 음악 프로듀서이다.

## 주요 이력
1990년 신승훈의 《날 울리지마》를 작곡, 작사하며 데뷔하였다.

## 학력
- 보성고등학교 (졸업)
- 신구전문대학 도예학 (전문학사)
- 경희대학교 도예학 (학사)

## 경력
- 1990년 모아기획 설립 및 음악 프로듀서
- 1992년 라인음향 설립
- 1992년 라인기획 대표 및 음악 프로듀서
- 1999년 KCHarmony 엔터테인먼트 대표 및 음악 프로듀서
- 2000년 우퍼 엔터데인먼트 대표 및 음악 프로듀서
- 2003년 CJ 미디어라인 대표 및 음악 프로듀서
- 2004년 미디어라인 대표 및 음악 프로듀서
- 2014년 마이다스이엔티 이사회 의장 & 총괄 프로듀서

## 작품 활동

### 1991년
- 신승훈 【2집 보이지 않는 사랑】 《날 울리지마》 작사, 작곡

### 1992년
- 김건모 【1집 잠 못드는 밤 비는 내리고】 《잠 못드는 밤 비는 내리고》 작사, 작곡

### 1993년
- 노이즈 【1집 Sound Shock】 《변명》 작사, 작곡
- 김건모 【2집 김건모】 《핑계》 작사, 작곡
- 김건모 【2집 김건모】 《혼자만의 사랑》 작사

### 1994년
- 박미경 【1집 이유같지 않은 이유】 《이유같지 않은 이유》 작사

### 1995년
- 박미경 【2집 Jungle New Style】 《이브의 경고》 작사
- 노이즈 【3집 Noise 3rd Revolution】 《상상속의 너》 작사, 작곡
- 김건모 【3집 잘못된 만남】 《잘못된 만남》 작사, 작곡
- 김건모 【3집 잘못된 만남】 《아름다운 이별》 작사
- 노이즈 【4집 Breakin’ The Noise 4】 《이젠》 작사, 작곡
- 노이즈 【4집 Breakin’ The Noise 4】 《착각》 작사, 작곡

### 1996년
- 클론 【1집 ARE YOU READY?】 《꿍따리 샤바라》 작사, 작곡
- 클론 【1집 ARE YOU READY?】 《난》 작사, 작곡
- 노이즈 【5집 Unchangeable】 《성형미인》 작사, 작곡
- 박미경 【3집 아담의 심리】 《아담의 심리》 작사, 작곡
- 박미경 【3집 아담의 심리】 《기억속의 먼 그대에게》 작사

### 1997년
- 클론 【2집 One More Time】 《도시 탈출》 작사
- 클론 【2집 One More Time】 《너의 생일엔》 작사
- 젝스키스 【1집 연정 (戀情)】 《연정 (戀情)》 작사, 작곡
- 젝스키스 【1집 연정 (戀情)】 《사나이 가는 길 (폼생폼사)》 작사
- 젝스키스 【2집 Welcome to the Sechskies Land】 《기사도》 작사, 작곡

### 1998년
- 젝스키스 【3집 Road Fighter】 《Road Fighter》 작사
- 젝스키스 【3집 Road Fighter】 《무모한 사랑》 작사
- 젝스키스 【SechsKies Special】 《너를 보내며》 작사

### 1999년
- 클론 【3집 Funky Together】 《Worldcup Song》 작사, 작곡
- 클론 【3집 Funky Together】 《돌아와》 작사, 작곡
- 박미경 【4집 집착】 《집착》 작사, 작곡
- 엄정화 【5집 005.1999.06】 《몰라》 작사, 작곡
- 젝스키스 【4집 Com'Back】 《Com'Back》 작사
- 젝스키스 【4집 Com'Back】 《예감》 작사, 작곡
- 젝스키스 【4집 Com'Back】 《그대로 멈춰》 작사, 작곡

### 2000년
- 클론 【4집 New World】 《초련》 작사, 작곡
- 홍경민 【3집 흔들린 우정】 《흔들린 우정》 작사, 작곡

### 2002년
- 클론 【Best Hits Of Clon 2002】 《발로차》 작사, 작곡
- 클론 【Best Hits Of Clon 2002】 《랄라라》 작사, 작곡
- 베이비복스 【6집 Devotion】 《나 어떡해》 작사, 작곡
- 베이비복스 【6집 Devotion】 《바램》 작사, 작곡
- 채연 【1집 It’s My Time】 《위험한 연출》 작사
- 채연 【1집 It’s My Time】 《사랑 느낌》 작사, 작곡

### 2004년
- 이정 【2집 Look At Me】 《날 울리지마》 작사, 작곡
- 이정 【2집 Look At Me】 《나를 봐》 작사
- 채연 【2집 Virginalness Bloom】 《둘이서》 작사, 작곡
- 락스톤 《It's My Rain》작사

### 2005년
- 클론 【5집 Victory】 《내 사랑 송이》 작사, 작곡

### 2006년
- 이정 【천국보다 낯선 O.S.T】 《그댈 위한 사랑》 작사

### 2008년
- 김건모 【12집 Soul Groove】 《Kiss》 작사, 작곡
- 김건모 【12집 Soul Groove】 《사랑해(Fall In Love)》 작사, 작곡

### 2011년
- 김건모 【13집 自敍傳 자서전’】 《어제보다 슬픈 오늘》 작사
- 김건모 【13집 自敍傳 자서전’】 《남자의 인생》 작사, 작곡

## 수상

### 1999년
- KBS 가요대상 《작곡상》

### 1996년
- 스포츠서울 서울가요대상 《대상》 (김건모 – 잘못된 만남 작사/작곡)
- 골든디스크 《대상》 (김건모 – 잘못된 만남 작사/작곡)
- KBS 가요대상 《작곡상》

### 1995년
- MBC 한국가요제전 《최고 인기가요상》 (김건모 – 잘못된 만남 작사/작곡)
- KBS 가요대상 《작곡상》
- 스포츠서울 서울가요대상 《작곡상》
- 골든디스크 《대상》 (김건모 – 잘못된 만남 작사/작곡) ,
- 골든디스크 《제작자 대상》 (라인음향)

### 1994년
- MBC 한국가요제전 《최고 인기가요상》 (김건모 – 핑계 작사/작곡)
- KBS 가요대상 《작곡상》
- 스포츠서울 서울가요대상 《작곡상》
- 일간스포츠 골든디스크 《대상》 (김건모 – 핑계 작사/작곡)

### 1993년
- 한국 노랫말 대상 《밝은 노랫말 상》 (김건모 - 핑계 작사/작곡)

## 사건/논란

#### 더 이스트라이트 멤버 폭행 방조 의혹 논란
2018년 10월, 더 이스트라이트 멤버들에게 폭행 및 폭력을 행사했다는 의혹이 밝혀져 논란이 일었다. 더 이스트라이트 멤버인 이석철은 같은 달 19일, 기자회견을 열어 "프로듀서 A씨가 자신을 폭행했으며 김창환 회장이 이를 묵인했다."라고 밝혀 파문이 커졌다. 이러한 혐의로 인해 2019년 6월 14일, 서울중앙지방법원에서 그에게 아동학대 및 아동폭행방조 혐의를 적용하여 징역 8개월을 구형받았다.

## 그 외
미스코리아 김세연이 그의 셋째 딸이다. 절친한 동료로 작곡가 김형석이 있다.